# Грозовой перевал (фильм, 2003)
«Грозово́й перева́л» (англ. Wuthering Heights) — современная экранизация классического романа Эмили Бронте «Грозовой перевал». Транслировалась по телеканалу MTV в 2003 году, позже выпущена на DVD. Съёмки осуществлялись в Кабо-Рохо, Пуэрто-Рико.

## Сюжет
Фильм является современной версией произведения «Грозовой перевал» Эмили Бронте. Мать Кейт умерла, когда та была совсем юной. Её семья приютила Хита, и со временем они с Кейт влюбляются друг в друга. Но всё меняется, когда у них появляются новые соседи Эдвард и Изабель, а отец Кейт умирает. Пути молодых людей расходятся — Кейт выходит замуж, а Хит становится известным музыкантом — но лишь для того, чтобы судьба вновь свела их несколько лет спустя.

## В ролях
- Майк Фогель — Хит
- Эрика Кристенсен — Кейт
- Кристофер Мастерсон — Эдвард
- Джонни Уитворт — Хендрикс
- Кэтрин Хайгл — Изабелла Линтон
- Джон Доу[англ.] — мистер Эрншо
- Эйми Осборн[англ.] — Ракелль
- Кэтлин Петерсен — юная Кейт, а также её дочь
- Адам Тейлор Гордон — юный Хит
- Сет Эдкинс[англ.] — юный Хендрикс

## Релиз

### Награды
В 2004 году звукорежиссёры фильма, Стюарт Гётц и Крис Макгери, были номинированы на премию Motion Picture Sound Editors в номинации Лучшая редактура звука в телевизионном музыкальном фильме.

### Саундтрек
Альбом-саундтрек, спродюсированный Стайнменом, Стивом Ринкоффом, Джеффом Бова и Пэтом Траллем, был выпущен лейблами «Ravenous Records» и «MTV Original Movies» в ноябре 2003 года.
- «Prelude: The Future Ain’t What It Used To Be» в исполнении Эрики Кристенсен
- «More» в исполнении Эрики Кристенсен и Майка Фогеля
- «I Will Crumble» в исполнении Эрики Кристенсен и Майка Фогеля
- «If It Ain’t Broke (Break It)» в исполнении Майка Фогеля
- «Shine» в исполнении Майка Фогеля
- «The Future Ain’t What It Used To Be» в исполнении Эрики Кристенсен

### Выход на видео
Фильм вышел на VHS и DVD 27 января 2004 года. В России фильм не издавался.